# Comotherium
Comotherium — вимерлий рід пізньої юри (кіммеридж — титон) ссавців із формації Моррісон. Присутній у стратиграфічній зоні 5.